# Daxter (personnage)
Pour le jeu vidéo, voir Daxter.
 (avril 2022).
Si vous disposez d'ouvrages ou d'articles de référence ou si vous connaissez des sites web de qualité traitant du thème abordé ici, merci de compléter l'article en donnant les références utiles à sa vérifiabilité et en les liant à la section « Notes et références ».
 (août 2025).
Motif : Aucune source secondaire n'a été fournie. Envisager une redirection vers Personnages de Jak and Daxter
- Archive Wikiwix
- Bing
- Cairn
- DuckDuckGo
- E. Universalis
- Gallica
- Google
- G. Books
- G. News
- G. Scholar
- Persée
- Qwant
- (zh) Baidu
- (ru) Yandex
- (wd) trouver des œuvres sur Wikidata

| 1. | Préciser le motif de la pose du bandeau. | Précisez le motif de la pose du bandeau en utilisant la syntaxe suivante : {{admissibilité à vérifier\|date=août 2025\|motif=remplacez ce texte par le motif}}                           |
| 2. | Informer les utilisateurs concernés.     | Pensez à avertir le créateur de l'article, par exemple, en insérant le code ci-dessous sur sa page de discussion : {{subst:avertissement admissibilité à vérifier\|Daxter (personnage)}} |

Daxter est un des personnages principaux de la série Jak and Daxter. Présent dans tous les épisodes de la série, il est le personnage le plus charismatique de l'univers du jeu, de par sa prétention et sa triste situation de beloutre. Le personnage est interprété par Max Casella.

## Apparitions

### Jak and Daxter: The Precursor Legacy
Meilleur ami de Jak, il est transformé en un mélange de loutre et belette lors d'une chute dans un puits d'Éco noire, un produit extrêmement dangereux. Bien que Jak soit le héros, et le personnage contrôlé par le joueur, il ne parle étrangement jamais et Daxter fait la conversation à sa place, ce qui lui permet de s'imposer malgré sa petite taille.
Désirant retrouver son corps, il entreprend avec Jak un long périple pour aller voir le seul sage qui pourrait le défaire de ce maléfice, mais celui-ci s'avère être devenu fou à cause de l'étude de l'Éco noire, et après sa défaite face à Jak, plus personne n'est en mesure de lui rendre son corps.

### Daxter
Dans Daxter, préquelle à Jak II : Hors-la-loi, il se retrouve seul dans le futur et tente comme il le peut de retrouver son ami, emprisonné dès leur arrivée à Abriville. Presque deux années plus tard, Daxter rencontre dans un bar le propriétaire d'une compagnie d'extermination d'insectes. Daxter, se faisant engager par Osmo, fait face à une invasion d'une version miniature des Metal Heads dans chaque lieu qu'il fréquente. Même si Daxter ne semble rien valoir d'après Kaedan, Kor, à l'aide d'un hologramme, discute avec son subordonné sur le fait que Daxter a beaucoup plus d'importance en vérité, puisqu'il pourrait finalement libérer Jak de la prison.

### Jak II: Hors-la-loi
Dans Jak II : Hors-la-loi, il parvient enfin à délivrer Jak des griffes de Praxis, le tyran qui contrôle la ville. Bien que dans cet épisode, Jak acquiert la parole, Daxter joue toujours un rôle prépondérant dans l'histoire, en particulier grâce à sa confrontation avec Pecker, une espèce de singe-perroquet qu'il ne supporte pas. Il semble s'être accoutumé à sa situation de beloutre, à tel point qu'il ouvre un bar à son effigie (affreusement exagérée) et arrive, avec sa prétention, à avoir une serveuse et mignonne admiratrice.

### Jak 3
Dans Jak 3, il décide de suivre Jak lors de son bannissement d'Abriville. Au cours de cet épisode, il se plaint parfois de sa situation qui n'a pas évoluée depuis Jak and Daxter : « Je suis petit, poilu, et j'ai des démangeaisons mal placées. Ça peut pas être pire. » Il avoue également avoir des réticences à vouloir toucher quelque chose qui vient des Précurseurs (c'est à cause d'eux qu'il est transformé en beloutre) mais y est forcé par Jak. Malgré cela, il apprend à la fin du jeu que sa transformation en beloutre est une bénédiction : les Précurseurs étant des beloutres (au grand dam de bien des gens), l'Éco contient un peu de leur essence, et son contact avec l'Éco noire l'a finalement transformé en Précurseur. Il est tellement heureux de sa situation que lorsqu'on lui accorde un vœu, alors qu'il aurait pu demander de revenir à son état normal, il demande simplement : « […] un super pantalon… comme le vôtre. » Son nouvel accoutrement plaît à son admiratrice de toujours qui, sans vraiment le vouloir, se trouve transformée en beloutre à son tour, pour le plus grand plaisir de Daxter.

### Jak X
Dans Jak X, Daxter est invité à Kras pour assister au testament de son ancien ennemi, Krew. Malheureusement, Daxter et tous les autres personnages présents sont empoisonnés après avoir bu une boisson concoctée par Krew avant sa mort. Pour échapper à une mort future, Jak et Daxter devront participer à un championnat de course extrêmement dangereux pour remporter l'antidote promis par Krew. Par contre, Daxter n'hésitera pas au cours de l'aventure à fouiller dans les fichiers médicaux pour retrouver l'antidote en question.